# Monk Fryston
Monk Fryston är en ort och civil parish i Storbritannien.   Den ligger i grevskapet North Yorkshire och riksdelen England, i den centrala delen av landet, 260 km norr om huvudstaden London. Monk Fryston ligger 17 meter över havet och antalet invånare är 1 582.
Terrängen runt Monk Fryston är platt, och sluttar österut. Runt Monk Fryston är det ganska tätbefolkat, med 120 invånare per kvadratkilometer. Närmaste större samhälle är Wakefield, 19,2 km sydväst om Monk Fryston. Trakten runt Monk Fryston består till största delen av jordbruksmark.